# Editor molekul
Editor molekul je počítačový program na kreslení a editování chemických struktur. Dvourozměrné zobrazení molekuly nebo chemické reakce je důležité pro názornou ilustraci nebo může být užitečné pro vyhledávání v chemických databázích. Existují také trojrozměrné editory molekul pro zobrazení stavby nebo modelu molekuly. Tyto 3D editory bývají součástí programových balíků na modelování molekul.
Většina editorů molekul používá vlastní souborový formát, ale většina z nich umí načíst a uložit více souborových formátů, včetně SMILES (Simplified molecular input line entry specification, tj. krátký ASCII vzorec molekuly).
Soubory generované 2D nebo 3D molekulovým editorem lze zobrazit pomocí prohlížeče (anglicky: molecule viewer), který může zobrazovat molekuly na webových stránkách pomocí malého appletu.

## Editory molekul

### Samostatné programy
- ACD/ChemSketch (ACD/Labs), dostupný také jako freeware.
- BKchem, editor nezávislý na operačním systému napsaný pomocí programovacího jazyka Python.
- ChemDraw (CambridgeSoft)
- IsisDraw (MDL)
- XDrawChem, volný software (GNU GPL) dostupný pro Windows, Linux, Mac OS X
- Smormoed, freeware dostupný pro Linux, FreeBSD, Mac OS X
- Jchempaint, editor nezávislý na operačním systému napsaný v programovacím jazyce Java.

### Applety
- SDA - ACD/Labs Archivováno 16. 3. 2006 na Wayback Machine.
- JME - molinspiration Archivováno 21. 2. 2006 na Wayback Machine.
- Marvin - ChemAxon

## Online editory
- WebCME from P&C online chemical molecular editor , based on Web 2.0 AJAX technology.
- PubChem online molecule editor, podporuje SMILES/SMARTS a InChI a všechny běžné chemické souborové formáty.